# Rot-Weiss Essen 2007-2008
Questa voce raccoglie le informazioni riguardanti il Rot-Weiss Essen nelle competizioni ufficiali della stagione 2007-2008.

## Stagione
Nella stagione 2007-2008 il Rot Weiss Essen, allenato da Heiko Bonan e Michael Kulm, concluse il campionato di Regionalliga nord al 12º posto. In Coppa di Germania il Rot Weiss Essen fu eliminato agli ottavi dall'Amburgo.

## Rosa
| N. |                           | Ruolo | Calciatore              |
| -- | ------------------------- | ----- | ----------------------- |
| 1  | Germania (bandiera)       | P     | Daniel Masuch           |
| 2  | Germania (bandiera)       | D     | Tim Erfen               |
| 3  | Germania (bandiera)       | C     | Benjamin Baltes         |
| 4  | Germania (bandiera)       | D     | David Czyszczon         |
| 5  | Germania (bandiera)       | D     | Stefan Lorenz           |
| 6  | Germania (bandiera)       | C     | Mario Klinger           |
| 7  | Slovacchia (bandiera)     | C     | Jozef Kotula            |
| 8  | Turchia (bandiera)        | A     | Sercan Güvenışık        |
| 9  | Norvegia (bandiera)       | A     | André Lindbæk           |
| 10 | Rep. del Congo (bandiera) | A     | Rolf-Christel Guié-Mien |
| 11 | Turchia (bandiera)        | C     | Ferhat Kıskanç          |
| 13 | Belgio (bandiera)         | C     | Stijn Haeldermans       |
| 14 | Germania (bandiera)       | A     | Vincent Wagner          |
| 15 | Germania (bandiera)       | C     | Mitja Schäfer           |
| 16 | Germania (bandiera)       | A     | Rafael Kazior           |
| 17 | Germania (bandiera)       | C     | Tim Gorschlüter         |

| N. |                        | Ruolo | Calciatore               |
| -- | ---------------------- | ----- | ------------------------ |
| 18 | Germania (bandiera)    | A     | Sören Brandy             |
| 19 | Germania (bandiera)    | C     | Moritz Stoppelkamp       |
| 20 | Germania (bandiera)    | P     | Sören Pirson             |
| 21 | Germania (bandiera)    | C     | Michael Lorenz           |
| 22 | Germania (bandiera)    | D     | Niklas Andersen          |
| 23 | Germania (bandiera)    | C     | Michél Harrer            |
| 24 | Germania (bandiera)    | D     | Jaroslaw Stankiewicz     |
| 25 | Svizzera (bandiera)    | D     | Daniel Sereinig          |
| 26 | Germania (bandiera)    | A     | Emrah Uzun               |
| 27 | Germania (bandiera)    | A     | Chamdin Said             |
| 30 | Polonia (bandiera)     | P     | Arkadiusz Zbiorczyk      |
| 34 | Germania (bandiera)    | A     | Markus Kurth             |
| 37 | Francia (bandiera)     | D     | Jonathan Joseph-Augustin |
| 43 | Paesi Bassi (bandiera) | A     | Paul Jans                |
|    | Germania (bandiera)    | C     | Tayfun Çakıroğlu         |

## Organigramma societario
Area tecnica
- Allenatore: Michael Kulm
- Allenatore in seconda: Ralf Aussem
- Preparatore dei portieri: Carsten Busch
- Preparatori atletici:
- Analisi video:

## Calciomercato

### Sessione estiva
| Acquisti | Acquisti                | Acquisti            | Acquisti |
| R.       | Nome                    | da                  | Modalità |
| -------- | ----------------------- | ------------------- | -------- |
| A        | Markus Kurth            | Duisburg            |          |
| D        | Niklas Andersen         | Rot-Weiss Essen U19 |          |
| A        | Sören Brandy            | Holstein Kiel       |          |
| D        | David Czyszczon         | Bochum              |          |
| D        | Tim Erfen               | LR Ahlen            |          |
| C        | Tim Gorschlüter         | LR Ahlen            |          |
| A        | Rolf-Christel Guié-Mien | Sachsen Lipsia      |          |
| A        | Sercan Güvenışık        | Carl Zeiss Jena     |          |
| A        | Rafael Kazior           | Holstein Kiel       |          |
| C        | Mario Klinger           | Hessen Kassel       |          |
| C        | Jozef Kotula            | SV Wilhelmshaven    |          |
| A        | André Lindbæk           | Køge BK             |          |
| P        | Sören Pirson            | Borussia Dortmund   |          |
| A        | Chamdin Said            | Rot-Weiss Essen II  |          |
| C        | Mitja Schäfer           | Erzgebirge Aue      |          |
| D        | Daniel Sereinig         | Sciaffusa           |          |
| C        | Moritz Stoppelkamp      | Rot-Weiß Erfurt     |          |
| A        | Emrah Uzun              | Rot-Weiss Essen II  |          |
| A        | Vincent Wagner          | M. Schwerin         |          |
| P        | Arkadiusz Zbiorczyk     | Schwarz-Weiß Essen  |          |

| Cessioni | Cessioni           | Cessioni               | Cessioni |
| R.       | Nome               | a                      | Modalità |
| -------- | ------------------ | ---------------------- | -------- |
| C        | Barbaros Barut     | Kasımpaşa              |          |
| D        | Michael Bemben     | Union Berlino          |          |
| D        | Pascal Bieler      | Hertha Berlino         |          |
| A        | Danko Boskovic     | Paderborn              |          |
| A        | Serkan Çalık       | Galatasaray            |          |
| C        | Denis Epstein      | Kickers Offenbach      |          |
| C        | Dīmītrīs Grammozīs | Ergotelīs              |          |
| D        | Martin Hyský       | Kickers Offenbach      |          |
| D        | Thomas Kläsener    | Paderborn              |          |
| D        | Víctor Lorenzón    | Carl Zeiss Jena        |          |
| P        | André Maczkowiak   | Rot-Weiß Erfurt        |          |
| D        | Ronny Nikol        | Dinamo Dresda          |          |
| A        | Solomon Okoronkwo  | Hertha Berlino         |          |
| C        | Barış Özbek        | Galatasaray            |          |
| C        | Paulo Sérgio       | Trofense               |          |
| D        | Florian Thorwart   | Velbert                |          |
| C        | Holger Wehlage     | Eintracht Braunschweig |          |
| A        | Mac Younga-Mouhani | Union Berlino          |          |
| P        | Karim Zaza         | Aalborg                |          |

### Sessione invernale
| Acquisti | Acquisti                 | Acquisti  | Acquisti |
| R.       | Nome                     | da        | Modalità |
| -------- | ------------------------ | --------- | -------- |
| A        | Paul Jans                | VVV-Venlo |          |
| D        | Jonathan Joseph-Augustin | Roeselare |          |

| Cessioni | Cessioni | Cessioni | Cessioni |
| R.       | Nome     | a        | Modalità |
| -------- | -------- | -------- | -------- |

## Risultati

### Regionalliga

#### Girone di andata
| Arbitro: | Gagelmann |

|            |           |                                              |
| Lorenz 88’ | Marcatori | 33’, 90’ (rig.) Kaya 75’ Lüttmann 81’ Müller |

| Düsseldorf 7 agosto 2007, ore 19:45 CEST 2ª giornata | Fortuna Düsseldorf | 0 – 0 referto | Rot-Weiss Essen | LTU Arena (27 300 spett.)\| Arbitro: \| Meyer \| |
| Arbitro:                                             | Meyer              |               |                 |                                                  |

| Arbitro: | Kuhl |

|  |           |                          |
|  | Marcatori | 10’ Toborg 60’ Stahlberg |

| Dortmund 19 agosto 2007, ore 14:00 CEST 4ª giornata | Borussia Dortmund II | 0 – 0 referto | Rot-Weiss Essen | Signal Iduna Park (4 978 spett.)\| Arbitro: \| Metzen \| |
| Arbitro:                                            | Metzen               |               |                 |                                                          |

| Arbitro: | Grudzinski |

|  |           |             |
|  | Marcatori | 21’ Neitzel |

| Arbitro: | Wenkel |

|  |           |                                         |
|  | Marcatori | 5’ Kotula 15’ Güvenışık 23’ Stoppelkamp |

| Essen 5 settembre 2007, ore 19:30 CEST 7ª giornata | Rot-Weiss Essen | 0 – 0 referto | Eintracht Braunschweig | Georg-Melches-Stadion (10 220 spett.)\| Arbitro: \| Anklam \| |
| Arbitro:                                           | Anklam          |               |                        |                                                               |

| Arbitro: | Henschel |

|           |           |                                         |
| Biran 27’ | Marcatori | 60’ (rig.), 76’ Guié-Mien 67’ Güvenışık |

| Arbitro: | Kuhl |

|                                |           |                  |
| Guié-Mien 15’ (rig.), 36’, 40’ | Marcatori | 75’, 79’ Kumbela |

| Arbitro: | Trautmann |

|                           |           |                             |
| Spork 36’ Patschinski 84’ | Marcatori | 6’ (aut.) Schulz 83’ Kazior |

| 26 settembre 2007 11ª giornata |  | – turno di riposo |  |  |

| Arbitro: | Willenborg |

|            |           |  |
| Brandy 60’ | Marcatori |  |

| Arbitro: | Frank |

|  |           |                                                 |
|  | Marcatori | 9’ Sereinig 40’ Kurth 55’ Guié-Mien 86’ Lindbæk |

| Arbitro: | Zwayer |

|  |           |            |
|  | Marcatori | 76’ Hensel |

| Arbitro: | Wenkel |

|  |           |                                      |
|  | Marcatori | 28’ Lorenz 62’ Kurth 69’ Gorschlüter |

| Arbitro: | Kinhöfer |

|              |           |            |
| Sereinig 19’ | Marcatori | 40’ Penksa |

| Arbitro: | Trautmann |

|            |           |  |
| Pagano 78’ | Marcatori |  |

| Arbitro: | Meyer |

|                             |           |  |
| Lindbæk 48’ Stoppelkamp 79’ | Marcatori |  |

| Arbitro: | Helwig |

|           |           |                           |
| Kadah 60’ | Marcatori | 49’ Guié-Mien 89’ Lindbæk |

#### Girone di ritorno
| Arbitro: | Schriever |

|              |           |  |
| Lüttmann 54’ | Marcatori |  |

| Essen 8 dicembre 2007, ore 14:00 CET 21ª giornata | Rot-Weiss Essen | 0 – 0 referto | Fortuna Düsseldorf | Georg-Melches-Stadion (13 056 spett.)\| Arbitro: \| Lupp \| |
| Arbitro:                                          | Lupp            |               |                    |                                                             |

| Arbitro: | Wenkel |

|                |           |  |
| Toborg 3’, 82’ | Marcatori |  |

| Essen 23 febbraio 2008, ore 14:00 CET 23ª giornata | Rot-Weiss Essen | 0 – 0 referto | Borussia Dortmund II | Georg-Melches-Stadion (8 306 spett.)\| Arbitro: \| Ittrich \| |
| Arbitro:                                           | Ittrich         |               |                      |                                                               |

| Emden 19 marzo 2008, ore 18:30 CET 24ª giornata | Kickers Emden | 0 – 0 referto | Rot-Weiss Essen | Embdena-Stadion (4 818 spett.)\| Arbitro: \| Kuhl \| |
| Arbitro:                                        | Kuhl          |               |                 |                                                      |

| Arbitro: | Bornhöft |

|                                   |           |  |
| Kurth 45’ Guié-Mien 70’ Erfen 75’ | Marcatori |  |

| Arbitro: | Gräfe |

|                           |           |            |
| Kruppke 84’ Rodrigues 86’ | Marcatori | 44’ Lorenz |

| Arbitro: | Gorniak |

|            |           |                       |
| Brandy 14’ | Marcatori | 62’ Frahn 75’ Hartwig |

| Arbitro: | Perl |

|                                                  |           |  |
| Peßolat 31’ Rockenbach 41’ Hampf 75’ Bunjaku 88’ | Marcatori |  |

| Arbitro: | Schößling |

|  |           |                                        |
|  | Marcatori | 53’ Biran 79’ Mattuschka 90’ Benyamina |

| 12 aprile 2008 30ª giornata |  | – turno di riposo |  |  |

| Arbitro: | Aytekin |

|                            |           |                          |
| Sağlık 77’ (rig.) Damm 88’ | Marcatori | 10’ Güvenışık 79’ Kazior |

| Arbitro: | Walz |

|                                        |           |  |
| Sereinig 21’ Schäfer 36’ Güvenışık 58’ | Marcatori |  |

| Arbitro: | Christ |

|                 |           |                         |
| Hochscheidt 22’ | Marcatori | 4’ Güvenışık 18’ Lorenz |

| Arbitro: | Valentin |

|                          |           |                |
| Brandy 56’ Güvenışık 75’ | Marcatori | 42’ Chrisantus |

| Arbitro: | Wagner |

|            |           |  |
| Bröker 50’ | Marcatori |  |

| Arbitro: | Achmüller |

|                         |           |  |
| Kurth 58’ Guié-Mien 67’ | Marcatori |  |

| Arbitro: | Brych |

|  |           |           |
|  | Marcatori | 22’ Kurth |

| Arbitro: | Kempter |

|  |           |            |
|  | Marcatori | 88’ Müller |

### Coppa di Germania
| Arbitro: | Kempter |

|                                                       |                      |                                                            |
| Brandy 47’ Güvenışık 103’                             | Marcatori            | 9’ Kioyo 113’ Rangelov                                     |
| Lorenz Sereinig Brandy Erfen Güvenışık Lindbæk Wagner | Tiri di rigore 6 – 5 | Rangelov Mitreski Sørensen Baumgart Kukiełka Kioyo Szélesi |

| Arbitro: | Wingenbach |

|                          |           |              |
| Brandy 26’ Czyszczon 63’ | Marcatori | 80’ Runström |

| Arbitro: | Gräfe |

|  |           |                                          |
|  | Marcatori | 6’ van der Vaart 52’ Trochowski 55’ Olić |

## Statistiche

### Statistiche di squadra
| Competizione      | Punti | In casa | In casa | In casa | In casa | In casa | In casa | In trasferta | In trasferta | In trasferta | In trasferta | In trasferta | In trasferta | Totale | Totale | Totale | Totale | Totale | Totale | DR |
| Competizione      | Punti | G       | V       | N       | P       | Gf      | Gs      | G            | V            | N            | P            | Gf           | Gs           | G      | V      | N      | P      | Gf     | Gs     | DR |
| ----------------- | ----- | ------- | ------- | ------- | ------- | ------- | ------- | ------------ | ------------ | ------------ | ------------ | ------------ | ------------ | ------ | ------ | ------ | ------ | ------ | ------ | -- |
| Regionalliga nord | 51    | 18      | 7       | 4       | 7       | 19      | 18      | 18           | 7            | 5            | 6            | 23           | 18           | 36     | 14     | 9      | 13     | 42     | 36     | +6 |
| Coppa di Germania | -     | 3       | 1       | 1       | 1       | 4       | 6       | 0            | 0            | 0            | 0            | 0            | 0            | 3      | 1      | 1      | 1      | 4      | 6      | -2 |
| Totale            | 51    | 21      | 8       | 5       | 8       | 23      | 24      | 18           | 7            | 5            | 6            | 23           | 18           | 39     | 15     | 10     | 14     | 46     | 42     | +4 |

### Andamento in campionato
| Giornata  | 1  | 2  | 3  | 4  | 5  | 6  | 7  | 8  | 9 | 10 | 11 | 12 | 13 | 14 | 15 | 16 | 17 | 18 | 19 | 20 | 21 | 22 | 23 | 24 | 25 | 26 | 27 | 28 | 29 | 30 | 31 | 32 | 33 | 34 | 35 | 36 | 37 | 38 |
| --------- | -- | -- | -- | -- | -- | -- | -- | -- | - | -- | -- | -- | -- | -- | -- | -- | -- | -- | -- | -- | -- | -- | -- | -- | -- | -- | -- | -- | -- | -- | -- | -- | -- | -- | -- | -- | -- | -- |
| Luogo     | C  | T  | C  | T  | C  | T  | C  | T  | C | T  |    | C  | T  | C  | T  | C  | T  | C  | T  | T  | C  | T  | C  | T  | C  | T  | C  | T  | C  |    | T  | C  | T  | C  | T  | C  | T  | C  |
| Risultato | P  | N  | P  | N  | P  | V  | N  | V  | V | N  |    | V  | V  | P  | V  | N  | P  | V  | V  | P  | N  | P  | N  | N  | V  | P  | P  | P  | P  |    | N  | V  | V  | V  | P  | V  | V  | P  |
| Posizione | 18 | 15 | 18 | 18 | 18 | 15 | 16 | 13 | 9 | 9  | 11 | 9  | 7  | 9  | 7  | 6  | 9  | 8  | 7  | 10 | 10 | 11 | 11 | 11 | 11 | 11 | 12 | 13 | 13 | 13 | 14 | 14 | 13 | 13 | 13 | 11 | 10 | 12 |

Legenda:

Luogo: C = Casa; T = Trasferta. Risultato: V = Vittoria; N = Pareggio; P = Sconfitta.

### Statistiche dei giocatori
| Giocatore          | Regionalliga nord | Regionalliga nord | Regionalliga nord | Regionalliga nord | Coppa di Germania | Coppa di Germania | Coppa di Germania | Coppa di Germania | Totale   | Totale | Totale      | Totale     |
| Giocatore          | Presenze          | Reti              | Ammonizioni       | Espulsioni        | Presenze          | Reti              | Ammonizioni       | Espulsioni        | Presenze | Reti   | Ammonizioni | Espulsioni |
| ------------------ | ----------------- | ----------------- | ----------------- | ----------------- | ----------------- | ----------------- | ----------------- | ----------------- | -------- | ------ | ----------- | ---------- |
| N. Andersen        | 26                | 0                 | 6                 | 1                 | 2                 | 0                 | 0                 | 0                 | 28       | 0      | 6           | 1          |
| B. Baltes          | 4                 | 0                 | 0                 | 0                 | 1                 | 0                 | 0                 | 0                 | 5        | 0      | 0           | 0          |
| S. Brandy          | 33                | 3                 | 9                 | 0                 | 3                 | 2                 | 0                 | 0                 | 36       | 5      | 9           | 0          |
| D. Czyszczon       | 28                | 0                 | 4                 | 0                 | 3                 | 1                 | 0                 | 0                 | 31       | 1      | 4           | 0          |
| T. Erfen           | 23                | 1                 | 1                 | 1                 | 3                 | 0                 | 0                 | 0                 | 26       | 1      | 1           | 1          |
| T. Gorschlüter     | 34                | 1                 | 10                | 0                 | 3                 | 0                 | 0                 | 0                 | 37       | 1      | 10          | 0          |
| R. Guié-Mien       | 31                | 9                 | 3                 | 0                 | 1                 | 0                 | 0                 | 0                 | 32       | 9      | 3           | 0          |
| S. Güvenışık       | 24                | 6                 | 3                 | 0                 | 1                 | 1                 | 0                 | 0                 | 25       | 7      | 3           | 0          |
| S. Haeldermans     | 11                | 0                 | 1                 | 0                 | 0                 | 0                 | 0                 | 0                 | 11       | 0      | 1           | 0          |
| M. Harrer          | 3                 | 0                 | 0                 | 0                 | 0                 | 0                 | 0                 | 0                 | 3        | 0      | 0           | 0          |
| P. Jans            | 9                 | 0                 | 1                 | 0                 | 1                 | 0                 | 1                 | 0                 | 10       | 0      | 2           | 0          |
| J. Joseph-Augustin | 15                | 0                 | 3                 | 0                 | 1                 | 0                 | 0                 | 0                 | 16       | 0      | 3           | 0          |
| R. Kazior          | 30                | 2                 | 7                 | 0                 | 3                 | 0                 | 0                 | 0                 | 33       | 2      | 7           | 0          |
| M. Klinger         | 23                | 0                 | 1                 | 0                 | 2                 | 0                 | 0                 | 0                 | 25       | 0      | 1           | 0          |
| J. Kotula          | 20                | 1                 | 2                 | 0                 | 3                 | 0                 | 0                 | 0                 | 23       | 1      | 2           | 0          |
| M. Kurth           | 28                | 5                 | 2                 | 0                 | 1                 | 0                 | 0                 | 0                 | 29       | 5      | 2           | 0          |
| F. Kıskanç         | 9                 | 0                 | 0                 | 0                 | 1                 | 0                 | 0                 | 0                 | 10       | 0      | 0           | 0          |
| A. Lindbæk         | 12                | 3                 | 2                 | 0                 | 1                 | 0                 | 0                 | 0                 | 13       | 3      | 2           | 0          |
| M. Lorenz          | 31                | 4                 | 7                 | 1                 | 2                 | 0                 | 0                 | 0                 | 33       | 4      | 7           | 1          |
| S. Lorenz          | 5                 | 0                 | 0                 | 0                 | 1                 | 0                 | 0                 | 0                 | 6        | 0      | 0           | 0          |
| D. Masuch          | 35                | 0                 | 2                 | 0                 | 3                 | 0                 | 0                 | 0                 | 38       | 0      | 2           | 0          |
| S. Pirson          | 1                 | 0                 | 1                 | 0                 | 0                 | 0                 | 0                 | 0                 | 1        | 0      | 1           | 0          |
| C. Said            | 1                 | 0                 | 0                 | 0                 | 0                 | 0                 | 0                 | 0                 | 1        | 0      | 0           | 0          |
| M. Schäfer         | 14                | 1                 | 4                 | 0                 | 1                 | 0                 | 0                 | 0                 | 15       | 1      | 4           | 0          |
| D. Sereinig        | 32                | 3                 | 4                 | 0                 | 2                 | 0                 | 0                 | 0                 | 34       | 3      | 4           | 0          |
| J. Stankiewicz     | 0                 | 0                 | 0                 | 0                 | 1                 | 0                 | 0                 | 0                 | 1        | 0      | 0           | 0          |
| M. Stoppelkamp     | 11                | 2                 | 1                 | 0                 | 1                 | 0                 | 0                 | 0                 | 12       | 2      | 1           | 0          |
| E. Uzun            | 5                 | 0                 | 0                 | 0                 | 0                 | 0                 | 0                 | 0                 | 5        | 0      | 0           | 0          |
| V. Wagner          | 4                 | 0                 | 0                 | 0                 | 1                 | 0                 | 0                 | 0                 | 5        | 0      | 0           | 0          |
| A. Zbiorczyk       | 0                 | 0                 | 0                 | 0                 | 0                 | 0                 | 0                 | 0                 | 0        | 0      | 0           | 0          |
| T. Çakıroğlu       | 1                 | 0                 | 0                 | 0                 | 0                 | 0                 | 0                 | 0                 | 1        | 0      | 0           | 0          |